# الغواصة تايب 205
تايب 205 فئة من الغواصات الألمانية التي تعمل بالديزل والكهرباء. كانت غواصات أحادية الهيكل محسّنة للاستخدام في بحر البلطيق الضحل. طراز 205 هو تطوير مباشر من لغواصة تايب 201 لكن تم اتخدام هيكل مطول، وآلات وأجهزة استشعار جديدة. لكن الفرق الأكبر هو أنه تم استخدام فولاذ ST-52 في الهيكل لأن الفولاذ غير المغناطيسي المستخدم في الغواصة تايب 201 أثبت أنه يمثل مشكلة. أما الغواصة تايب 206 فقد نجحت أخيرًا في أستخدام هيكل فولاذي غير مغناطيسي. 

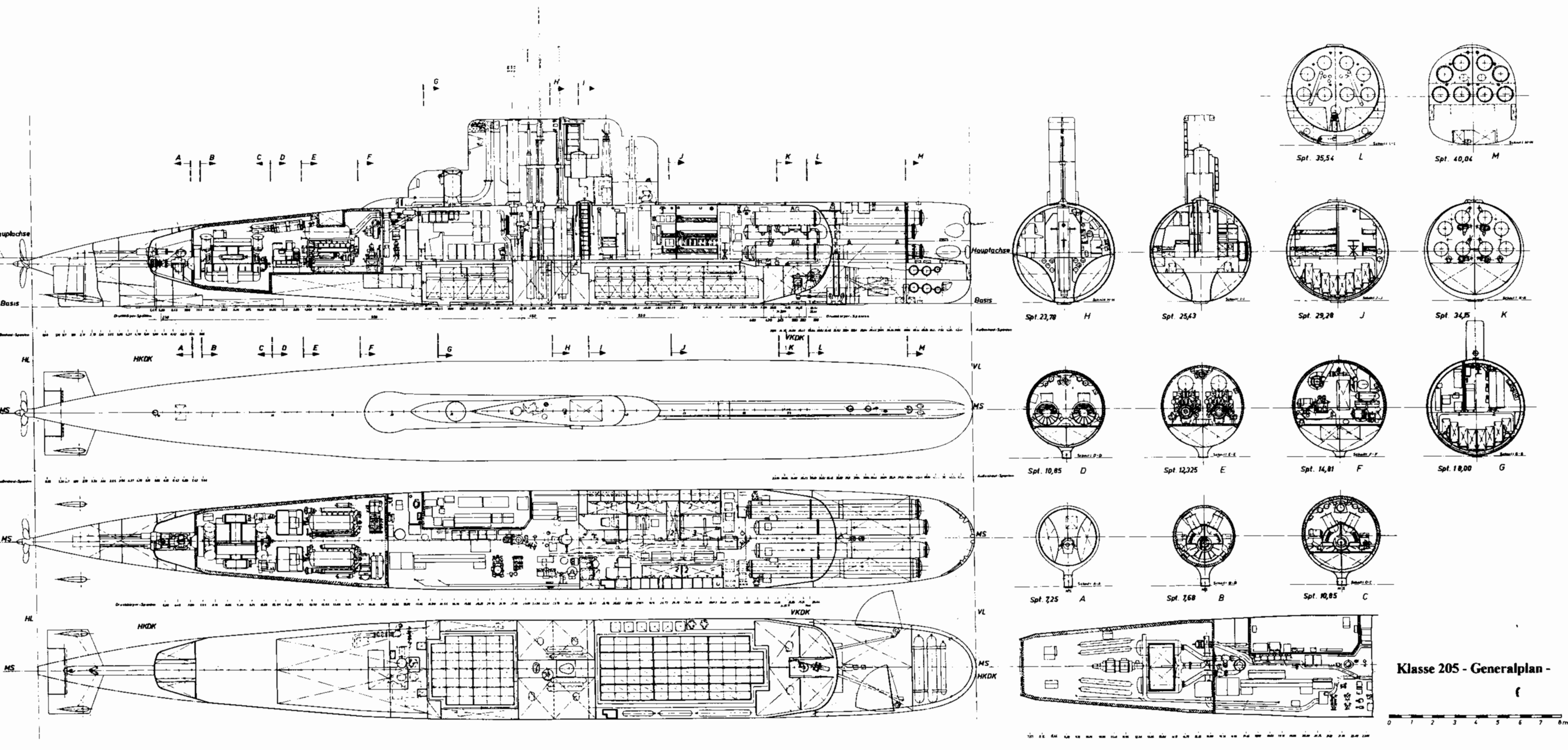
مخطط للغواصة 205

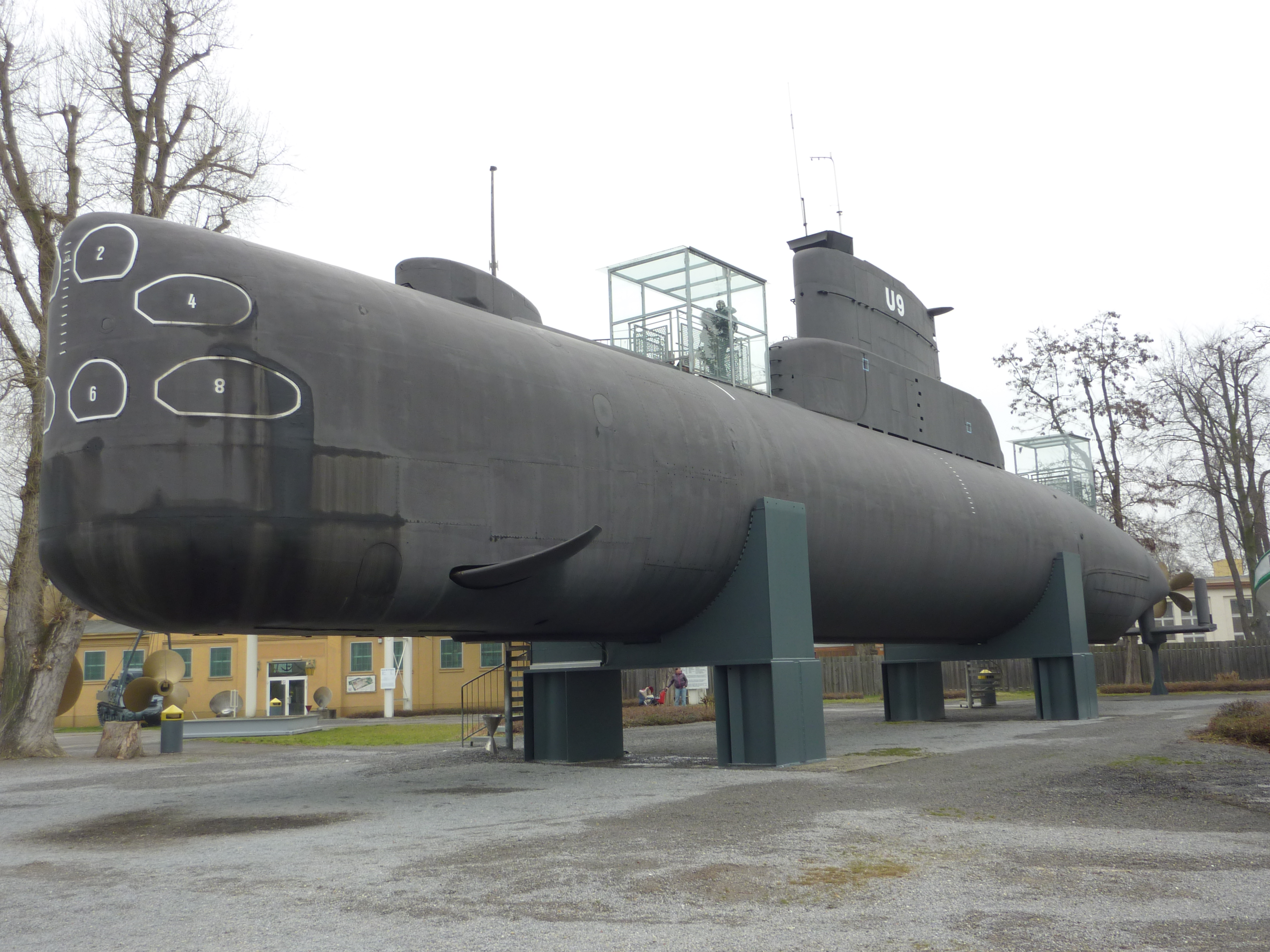
الغواصة الألمانية يو-9 في شباير

كانت الغواصة تايب 205 في الخدمة في البحرية الدنماركية الملكية حتى عام 2004، والتي كانت تعرف باسم Narhvalen class. تختلف الغواصات الدنماركية قليلاً عن الغواصات الألمانية لتلبية المطالب الدنماركية الخاصة. المسؤول عن التصميم والبناء كان Ingenieurkontor Lübeck (IKL) برئاسة أولريش جابلر. 

## قائمة الغواصات
| الغواصات المصممة لل المصممةالبحرية الألمانية:        | الغواصات المصممة لل المصممةالبحرية الألمانية: | الغواصات المصممة لل المصممةالبحرية الألمانية: | الغواصات المصممة لل المصممةالبحرية الألمانية: | الغواصات المصممة لل المصممةالبحرية الألمانية: | الغواصات المصممة لل المصممةالبحرية الألمانية: | الغواصات المصممة لل المصممةالبحرية الألمانية: |
| رقم بينانت                                           | اسم                                           | رمز النداء                                    | أطلقت                                         | إعطاء تفويض                                   | سحب تفويض                                     | مصير                                          |
| ---------------------------------------------------- | --------------------------------------------- | --------------------------------------------- | --------------------------------------------- | --------------------------------------------- | --------------------------------------------- | --------------------------------------------- |
| أس180                                                | يو-1                                          |                                               | 17 فبراير 1967                                | 26 يونيو 1967                                 | 29 نوفمبر 1991                                | ألغت                                          |
| أس181                                                | يو-2                                          |                                               | 15 يوليو 1967                                 | 11 أكتوبر 1966                                | 19 مارس 1993                                  | ألغت                                          |
| أس183                                                | يو-4                                          |                                               | 25 أغسطس 1962                                 | 19 نوفمبر 1962                                | 1 أغسطس 1974                                  | ألغت                                          |
| أس184                                                | يو-5                                          |                                               | 20 نوفمبر 1962                                | 4 يوليو 1963                                  | 17 مايو 1974                                  | ألغت                                          |
| أس185                                                | يو-6                                          |                                               | 30 يناير 1963                                 | 24 يوليو 1963                                 | 22 أغسطس 1974                                 | ألغت                                          |
| أس186                                                | يو-7                                          |                                               | 10 أبريل 1963                                 | 16 مارس 1964                                  | 30 سبتمبر 1965                                | ألغت                                          |
| أس187                                                | يو-8                                          |                                               | 19 يونيو 1963                                 | 22 يوليو 1964                                 | 9 أكتوبر 1974                                 | ألغت                                          |
| أس188                                                | يو-9                                          |                                               | 20 أكتوبر 1966                                | 11 أبريل 1967                                 | 3 يونيو 1993                                  | سفينة المتحف، Technikmuseum Speyer            |
| أس189                                                | يو-10                                         |                                               | 5 يونيو 1967                                  | 28 نوفمبر 1967                                | 16 فبراير 1993                                | سفينة المتحف، فيلهلمسهافن                     |
| أس190                                                | يو-11                                         |                                               | 9 فبراير 1968                                 | 21 يونيو 1968                                 | 30 أكتوبر 2003                                | سفينة المتحف، Burgstaaken ، فيهمارن           |
| أس191                                                | يو-12                                         |                                               | 10 سبتمبر 1968                                | 14 يناير 1969                                 | 21 يونيو 2005                                 | ألغت                                          |
| الغواصات المصممة لـقوات البحرية الملكية الدنماركية : |                                               |                                               |                                               |                                               |                                               |                                               |
| أس320                                                | Narhvalen                                     |                                               | 10 سبتمبر 1968                                | 27 فبراير 1970                                | 16 أكتوبر 2003                                | ألغت                                          |
| أس321                                                | Nordkaperen                                   |                                               | 18 ديسمبر 1969                                | 22 ديسمبر 1970                                | 2 فبراير 2004                                 | ألغت                                          |

- تم إرجاع يو-1 إلى نورد سي ويرك، وتم استخدامه لاختبار نظام دفع مستقل عن الهواء يعمل بالديزل ذي دورة مغلقة قبل أن يتم إبطاله
- تم تحويل يو-11 إلى غواصة تايب 205إيه مزدوج الهيكل (الهيكل الخارجي المملوء برغوة البوليسترين لجعله غير قابل للغرق) ويستخدم كهدف طوربيد
- تم استخدام يو-12 لتجارب السونار تايب 205بي

## روابط خارجية
- غواصات من فئة Narhvalen - تاريخ البحرية الدنماركية